# Antoni Chłapowski
Antoni Chłapowski, född 31 december 1943 i Lwów, är en ryttare och racerförare, ättling till Dezydery Chłapowski. Han är svensk och polsk medborgare.

## Sportkarriär
Chłapowskis första sportgren var Formel Ford. Han vann det danska mästerskapet och kom på andra plats i det svenska mästerskapet och mästerskapet i Beneluxländerna. Chłapowski kvalificerade sig också till andra plats i finalen i 1972 års världsmästerskap. Chłapowski utbildade sig sedan vid Ridskolan Strömsholm och antogs till det svenska ryttarlandslaget.

## Företaget i Polen
1995 köpte Antoni Chłapowski en lantgård i Jaszkowo och grundade Centrum Hipiki som år 2004 klassades av FEI. Centrum Hipiki Jaszkowo har arrangerat ponny EM två gånger och ligger söder om staden Poznań.